# (نترس) فرشته مرگ
«(نترس) فرشتهٔ مرگ» یا «(نترس) دروگر» (به انگلیسی: ‎(Don't Fear) The Reaper) ترانه‌ای از گروه راک بلو اویستر کالت و یکی از قطعه‌های آلبوم ۱۹۷۶ آن‌ها با نام گماشتگان اقبال است. این ترانه را باک دارما (لید گیتاریست گروه) نوشته‌است و دیوید لوکاس، مورای کراگمن و سندی پیرلمن تهیه‌کننده آن بوده‌اند.
استیون توماس اِرلواین در وبگاه آل‌میوزیک این ترانه را بهترین ترانه‌ای که دارما برای بلو اویستر کالت نوشت دانسته‌است. واژهٔ «Reaper» در متن ترانه به «Grim Reaper» یا همان «فرشتهٔ ستانندهٔ جان» اشاره دارد. به‌نوشتهٔ آل‌میوزیک با این که هنرمندان و گروه‌های موسیقی دیگری هم سعی کرده‌اند در بعضی آثارشان فضای «سرنوشت شوم قریب‌الوقوع» یا «نزدیک بودن مرگ» را القا کنند، هیچ‌کدام از آن‌ها از نظر تأثیرگذاری به اندازهٔ بلو اویستر کالت در «(نترس) فرشته مرگ» موفق نبوده‌اند.
نسخهٔ تک‌آهنگ «(نترس) فرشتهٔ مرگ» در زمان انتشارش در آمریکا موفق‌ترین اثر بلو اویستر کالت در آن کشور بود و در نوامبر ۱۹۷۶ به ردهٔ ۱۲اُم بیلبورد هات ۱۰۰ رسید. این ترانه در سال ۱۹۷۸ هم در جدول «تک‌آهنگ‌های پاپ بریتانیا» تا ردهٔ ۱۲اُم صعود کرد.
در سال ۲۰۰۴ مجلهٔ رولینگ استون در رده‌بندی «۵۰۰ ترانهٔ برتر همهٔ دوران» جایگاه ۴۰۵اُم را به «(نترس) فرشتهٔ مرگ» اختصاص داد. «(نترس) فرشتهٔ مرگ» یکی از ترانه‌های محبوب ایستگاه‌های رادیویی کلاسیک راک برای پخش است و یکی از بخش‌های جدانشدنی کنسرت‌های گروه است.

## پی‌نوشت
1. ↑  Agents of Fortune